# John Brinck
John Brinck   (Winters, 16 de setembre de 1908 - Falfurrias, 19 de maig de 1934) fou un remer estatunidenc que va competir durant la dècada de 1920.
El 1928 va prendre part en els Jocs Olímpics d'Amsterdam, on disputà la prova del vuit amb timoner del programa de rem, en què guanyà la medalla d'or. Va morir assassinat el 1934.